# Journaal (televisie)

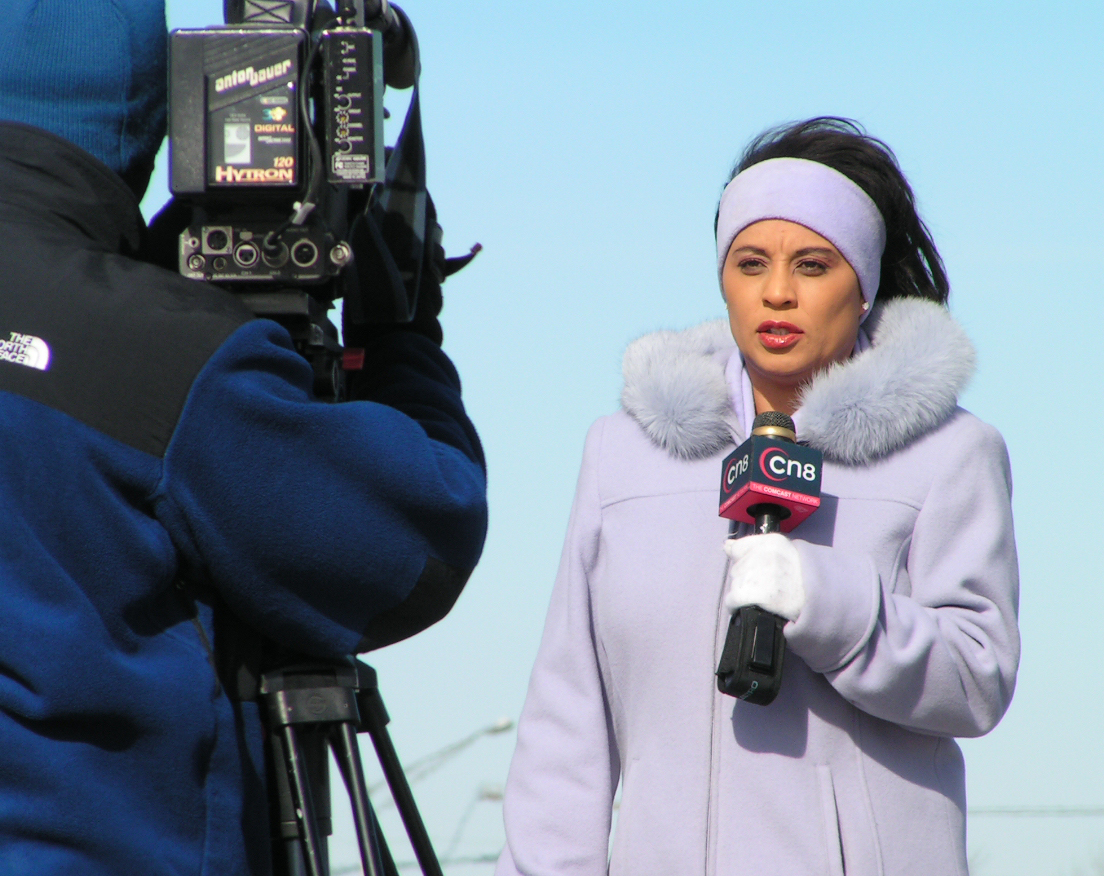
Een verslaggeefster voor het journaal van CN8

Een journaal, soms ook wel nieuwsuitzending, nieuwsprogramma of het nieuws genoemd, is een bespreking van recent en/of belangrijk nieuws en andere informatie op de televisie of radio. Deze presentatie gebeurt doorgaans op vaste tijden, maar in geval van een grote gebeurtenis kan er een extra uitzending worden ingevoerd. 

## Opzet
In de meeste journaals worden de onderwerpen in vaste volgorde voorgelezen aan de kijker. Bij televisiejournaals wordt dit meestal ondersteund door beelden van dit onderwerp. Tevens kunnen er interviews met betrokkenen aan bod komen en/of wordt een nieuwsitem toegelicht door een verslaggever ter plaatse. Een journaal wordt gepresenteerd door een nieuwslezer.
Vaste onderwerpen zijn vaak: binnen- en buitenlands nieuws, sport, verkeer, kort nieuws en het weerbericht. 
Uitzendingen van een journaal kunnen uiteenlopen van enkele minuten tot enkele uren.

## Journaals in diverse landen
Enkele journaals in Nederland zijn:
- NOS Journaal
- NOS Jeugdjournaal
- RTL Nieuws

In België:
- VRT NWS journaal, voorheen Het Journaal (VRT)
- VTM Nieuws
- Karrewiet (jeugdjournaal)
- le Journal Télévisé (JT) (RTBF)

In Frankrijk:
- Le Journal Télévisé (JT) (France Télévisions)
- Le (Journal de) 20 heures (Le 20H) (TF1)

In Luxemburg:
- RTL De Journal

In Duitsland:
- Tagesschau
- ZDF heute

In Zweden:
- SVT Rapport
- SVT Ođđasat (Samisch)

In Denemarken:
- DR Avisen

In Noorwegen
- NRK Dagsrevyen
- NRK Ođđasat (Samisch)

In Finland:
- YLE Uutiset (Fins)/Tv-nytt (Zweeds)
- YLE Ođđasat (Samisch)

In Oostenrijk:
- ZIB Zeit im Bild
- ORF Tagesschau

In Zwitserland:
- Le Journal de la RTS
- SRF Tagesschau
- RSI Telegiornale
- RTR Telesguard (Reto-Romaans)

In Italië:
- RAI Telegiornale (TG1)

In Spanje:
- RTVE Telediario

In Portugal:
- RTP Telejornal

In Ierland:
- RTÉ News
- TG4 Nuacht

In het Verenigd Koninkrijk:
- BBC News

In IJsland:
- RÚV Fréttir